# Saturnine Jassa y Fontcuberta
Saturnine Jassa y Fontcuberta (Calaceite, 3 mars 1851 - Tortosa, 13 octobre 1936) est une religieuse espagnole cofondatrice avec Henri de Osso y Cervello de la compagnie de Sainte Thérèse et reconnue vénérable par l'Église catholique.

## Biographie
Saturnine naît en 1851 à Calaceite dans la province de Teruel. Le 4 mai 1877, elle entre dans la congrégation de la compagnie de Sainte Thérèse fondée par le père Henri de Osso y Cervello. Quelques mois plus tard, elle participe au pèlerinage thérésien à Ávila et Alba de Tormes. L'année suivante, elle obtient le titre de professeur d'éducation élémentaire, et en 1878 celui d'enseignante supérieure. 
Le 12 octobre 1879, elle est élue supérieure et enseignante par intérim des novices de Tortosa. En 1882, toutes les sœurs font leur profession perpétuelle et l'élisent première supérieure générale de la congrégation. Elle prend alors le nom de religion de Saturnine du cœur agonisant de Jésus.
En 1889, elle se rend au Mexique, où elle fonde des maisons de la congrégation. En 1900, elle retourne en Espagne. Elle fait transporter les restes mortels du fondateur au noviciat de Tortosa. Il voit également les persécutions religieuses du Portugal et du Mexique, avec l'expulsion des sœurs des deux pays. En 1920, elle est nommée consultante générale et l'année suivante, elle est autorisée à se retirer au noviciat de Jesús de Tortosa où elle décède le 13 octobre 1936. Son procès de béatification est ouvert le 10 septembre 1966. Elle est reconnue vénérable le 3 mars 1990 par Jean-Paul II. Son corps repose dans la chapelle du noviciat de la congrégation à Tortosa.